# Guerra de Borgoña
La guerra de Borgoña fue un conflicto entre el Ducado de Borgoña y la Dinastía Valois, en el que se involucró la Antigua Confederación Suiza, que desempeñaría un papel decisivo. La guerra abierta se desató en 1474 y, en los años siguientes, el duque de Borgoña, Carlos el Temerario, sería derrotado tres veces en los campos de batalla y muerto en la batalla de Nancy. El Ducado de Borgoña y muchas otras posesiones borgoñonas pasarían a Francia, mientras que las tierras de Borgoña en los Países Bajos y el Franco-Condado serían heredadas por la hija de Carlos, María de Borgoña, y pasaron finalmente a las manos de la Casa de Habsburgo.

## Situación general
Los duques de Borgoña habían conseguido durante cien años formar una fuerza de combate poderosa entre Francia y el Sacro Imperio Romano Germánico. Sus posesiones incluían, además de sus territorios originales del Franco-Condado y el Ducado de Borgoña, las regiones de Flandes, Luxemburgo y Brabante, de gran importancia económica.
Los duques de Borgoña seguían generalmente políticas de expansión, especialmente en Alsacia y Lorena, buscando unir geográficamente sus posesiones del norte y del sur. Habiendo entrado previamente en conflicto con el rey francés (Borgoña se había puesto del lado de los ingleses en la guerra de los Cien Años), los avances de Carlos a lo largo del Rin le provocaron un conflicto con los Habsburgo, y especialmente con el emperador Federico III.

## El conflicto

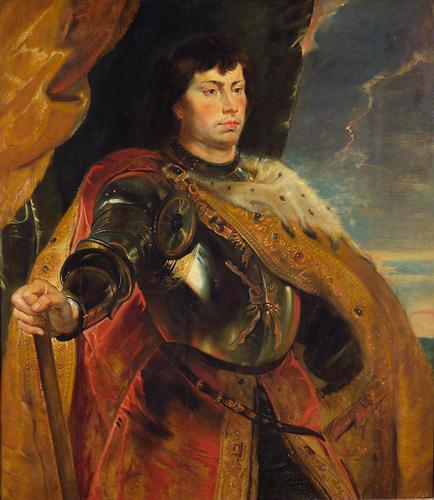
Carlos el Temerario.

En 1469, el duque Segismundo de Austria empeñó sus posesiones en Alsacia a Carlos el Temerario, Duque de Borgoña, como feudo, para que las protegiera contra la expansión de la Confederación suiza. El involucramiento de Carlos al oeste del Rin no le dio ninguna razón para atacar a los confederados, como quería Segismundo, pero su embargo político a las ciudades de Basilea, Estrasburgo y Mulhouse, dirigidas por Peter von Hagenbach, hizo que estas ciudades acudieran a Berna en busca de ayuda. La estrategia expansionista de Carlos sufrió una primera derrota cuando fracasó el ataque al arzobispado de Colonia tras el fallido sitio de Neuss (1473-1474). 
En una segunda fase, Segismundo buscaba un acuerdo de paz con la Confederación suiza, que acabó consiguiendo en Constanza en 1474 (llamada más tarde Ewige Richtung). Quería comprar otra vez sus posesiones alsacianas, ahora en poder de Carlos, oferta que este último declinó. Poco después, von Hagenbach fue capturado y decapitado en Alsacia, y los suizos, aliados de las ciudades alsacianas y con Segismundo de Austria en una "liga antiborgoñona", conquistaron parte del Jura borgoñón (Franco-Condado) tras ganar la batalla de Héricourt en noviembre de 1474. Al año siguiente, las fuerzas bernesas ocuparon y arrasaron el Vaud, que pertenecía al Duque de Saboya, el cual estaba aliado con Carlos el Temerario. En el Valais, la república independiente de los Sieben Zenden junto con los berneses y otras tropas confederadas expulsaron a los de Saboya del bajo Valais tras vencer en la batalla de La Planta en noviembre de 1475. En 1476 Carlos contraatacó y marchó contra Grandson, que pertenecía a Pierre de Romont de Saboya, donde su guarnición sería ahogada en el lago a pesar de haber capitulado. Cuando las fuerzas confederadas llegaron unos días más tarde, su ejército sufrió una derrota enorme en la batalla de Grandson y fue forzado a abandonar el campo de batalla, dejando su artillería y muchas provisiones. Tras reclutar un nuevo ejército, fue nuevamente vencido en la batalla de Morat. Carlos el Temerario cayó en la batalla de Nancy en 1477, donde los suizos lucharon junto a un ejército de René II de Lorena.

## Efectos
Tras la muerte de Carlos el Temerario, la dinastía de los Borgoña se extinguió. Los territorios de Flandes de los Borgoña pasaron consiguientemente a ser posesión de los Habsburgo, cuando el archiduque Maximiliano I de Habsburgo, que más tarde sería emperador del Sacro Imperio Romano Germánico, se casó con la única hija de Carlos, María de Borgoña. Borgoña pasó a ser parte de Francia bajo el control del Rey Luis XI. El Franco-Condado, Artois y el Charolais pasaron inicialmente a manos francesas mediante el Tratado de Arrás (1482), pero más tarde fue cedido en 1493 al hijo de Maximiliano I, Felipe I el Hermoso, por el rey francés Carlos VIII en el Tratado de Senlis, en un intento por mantener al Emperador neutral durante la invasión de Italia, que Carlos había planeado. Las victorias de los Confederados sobre una de las potencias europeas más poderosas militarmente les dieron reputación de invencibilidad, y las guerras de Borgoña marcaron el principio del empleo de los mercenarios suizos en los campos de batalla de Europa.